# Messier 80
Messier 80 (również M80, NGC 6093) – gromada kulista w gwiazdozbiorze Skorpiona o bardzo dużej koncentracji gwiazd w centrum. Odkrył ją 4 stycznia 1781 roku Charles Messier. Dodał ją do swojego katalogu jako mgławicę bez gwiazd, (...) przypominającą jądro komety. William Herschel jako pierwszy zaobserwował gwiazdy gromady (przed 1785), stwierdził, że jest ona jedną z najbogatszych i najbardziej skompresowanych gromad małych gwiazd jaką sobie przypomina.

## Charakterystyka fizyczna
M80 jest oddalona od Ziemi o około 32,6 tys. lat świetlnych. Średnica gromady wynosi około 95 lat świetlnych (średnica kątowa ok. 10'). Jej jasność obserwowana to ok. 7,3m, typ widmowy określa się na F6. 

## Dane astronomiczne
M80 jest jedną z najgęstszych gromad kulistych w Drodze Mlecznej. Jak ustalono przez badania widma, zawiera dużą liczbę tzw. błękitnych maruderów (Blue Stragglers), około dwukrotnie więcej niż inne gromady kuliste badane przez Teleskop Hubble’a. Tak duża ich liczba wskazuje na wyjątkowo częste zderzenia gwiazd w gromadzie.
Badania wykazały obecność jedynie dwóch gwiazd podwójnych o ciasnych orbitach. Jest to liczba daleko mniejsza niż wynikałoby z teorii.

### Nowa T Scorpii
21 maja 1860 w gromadzie rozbłysła nowa, zmieniając zupełnie jej wygląd na kilka dni. Była to T Scorpii, w momencie odkrycia miała jasność ok. 7m, do 16 czerwca osłabła do 10,5m.

## Obserwacje
Obserwowana, M80 przypomina słabą kometę bez warkocza. Łatwo ją odnaleźć na niebie – leży mniej więcej w połowie odległości między gwiazdami Antares (α Scorpii) i Acrab (β Scorpii). Jasność powierzchniowa obiektu zmniejsza się w jego zewnętrznych rejonach.
Messier wyznaczył średnicę gromady na 2', jednak przez lepsze, średniej wielkości teleskopy można dostrzec ją jako nakrapiany, mgławicopodobny obiekt o promieniu 1,5-2,5', w najlepszym razie słabo rozdzielony. Obserwacje pojedynczych gwiazd umożliwiają większe teleskopy.